# Microsoft Imagine
Microsoft Imagine (depuis septembre 2016, anciennement DreamSpark ou MSDN-AA) est un programme de Microsoft pour fournir gratuitement aux étudiants des logiciels de conception et des outils de développement. Le programme était à l'origine disponible pour les étudiants universitaires en Allemagne, Belgique, Biélorussie, Chine, Espagne, Finlande, France, Inde, Italie, Maroc, Pays-Bas, Suède, Suisse, Tunisie, Royaume-Uni et aux États-Unis, mais il a ensuite été étendu à plus de 180 pays et offert à de nombreux élèves de l'enseignement secondaire. Pour s'inscrire, les étudiants doivent visiter le site Microsoft Imagine et vérifier leur identité. Si une institution n'est pas répertoriée dans la liste disponible, l'utilisateur peut prouver son statut d'étudiant par l'envoi d'une preuve comme une carte d'identité.
Le programme DreamSpark a été annoncé par Bill Gates le 20 février 2008, lors d'un discours à l'Université Stanford,. Il était alors estimé que 35 millions d'étudiants seraient en mesure d'accéder gratuitement à ces logiciels par le biais de ce programme.

## Vérification
Preuve de statut d'étudiant est nécessaire pour télécharger le logiciel et obtenir les clés de produit. Sur le site Dreamspark, les élèves peuvent vérifier leur identité à l'aide, cartes, codes d'accès commandé par les administrateurs de l'école, ou .edu adresses e-mail. Les élèves restent vérifiées pour les 12 mois par la suite. Si les élèves ne peuvent pas trouver leur école, ils peuvent soumettre manuellement une réponse avec une preuve de statut d'étudiant.

## Les produits proposés
Plusieurs logiciels sont disponibles en téléchargement via le programme. Ils comprennent:

### Produits commerciaux disponibles gratuitement via Microsoft Imagine
- Microsoft Azure Par Estudantes
- Microsoft Visual Studio 2008, 2010, 2012, 2013, 2015 Éditions Professionnelles
- Visual Studio LightSwitch 2011
- Expression Studio 4 Ultimate (est devenu gratuit à compter de 2013, abandonnées)
- Microsoft SQL Server 2014
- Microsoft SQL Server 2012
- Microsoft SQL Server 2008
- Windows Server 2008 Standard Edition 32-bit
- Windows Server 2008 R2 Standard Edition 64-bit
- Windows Server 2012 Datacenter et les Éditions Standard 64 bits
- Windows Server 2012 R2 Datacenter et les Éditions Standard 64 bits
- Windows Embedded CE 6.0
- Windows Embedded Standard 7
- Windows Embedded 8 Industrie Pro
- Windows Embedded 8.1 Industry Pro

Uniquement via DreamSpark Premium :
- MS-DOS 6.22
- Windows Vista Business
- Windows 7 Professionnel
- Windows 8 Pro
- Windows 8.1 Pro
- Windows 10 Éducation
- Visual Studio 2005, 2008, 2010, 2012, 2013, 2015 Toutes Les Éditions
- Des programmes individuels à partir d'Office 2007 OneNote, Access, Groove, Visio, Project
- Des programmes individuels à partir d'Office 2010, OneNote, Access, espace de travail SharePoint, Visio, Project
- Des programmes individuels à partir de 2013 Office OneNote (maintenant gratuit), Accès, Lync, Visio, Project

La base de trois applications Microsoft Office Word, Excel et PowerPoint ne sont pas disponibles via DreamSpark: Office Home & Student 2013 ou Office 365 Université sont proposés à un prix réduit pour les étudiants. À la différence des programmes répertoriés ci-dessus, il n'y a aucun moyen d'accéder similaire âgées et des versions compatibles (2010, 2007) d'Office pour Word, Excel ou PowerPoint en vertu de DreamSpark.

### des produits gratuits sont également téléchargeables à partir de DreamSpark
- Visual Studio Express 2008, 2010, 2012 et 2013
- SQL Server Express 2008, 2012
- Microsoft Robotics Developer Studio 2008 R3 et Microsoft CCR et DSS Toolkit 2008
- XNA Game Studio 4.0
- Virtual PC 2007
- Outils De Développement Windows Phone
- Windows MultiPoint Souris SDK
- Microsoft Small Basic
- Kodu Game Lab
- Microsoft Mathématiques

### Offre
- 12 Mois Académique Adhésion d'Essai pour le XNA Creators Club
- $99 renonciation sur le Windows Marketplace pour Mobile et 100 premières communications libres
- Gratuite de 90 jours d'abonnement à Pluralsight cours de formation
- Renonciation sur les coûts pour l'envoi d'applications pour le Windows 8 Store

## Derniers produits proposés
- Expression Studio 1 (inclus Web, de Fusion, de la Conception, de l'Encodeur et Médias)
- Expression Studio 2 (y compris Web, de Fusion, de la Conception, de l'Encodeur et Médias)
- Expression Studio 3 (inclut Web, de Fusion, de la Conception et de l'Encodeur)
- Microsoft SQL Server 2005 Developer Edition (x86 uniquement)
- Microsoft SQL Server 2008 Developer Edition (x86 et x64)
- Visual Studio 2005 Express
- Visual Studio 2005 Professional Edition
- XNA Game Studio 3.1
- Windows Server 2003 R2 Standard Edition (x86 uniquement)
- Windows NT 4.0 Workstation
- Windows 2000 Professionnel
- Windows XP Professionnel